# Es tanzt die Göttin
Es tanzt die Göttin, auch bekannt als Das Fräulein auf dem Titelblatt (Originaltitel: Cover Girl), ist ein US-amerikanisches Filmmusical mit Rita Hayworth und Gene Kelly aus dem Jahr 1944, das durch innovative Tricktechnik und Musicaleinlagen als wichtige Teile der Handlung eine Weiterentwicklung des Genres markiert. Der Film festigte Rita Hayworths Status als Glamour-Königin der 1940er Jahre und verschaffte Gene Kelly seinen endgültigen Durchbruch in Hollywood. Als Vorlage diente eine Geschichte von Erwin S. Gelsey.

## Handlung
Rusty Parker, ein Revuemädchen aus Brooklyn, träumt davon, einmal auf einer richtigen Broadway-Bühne tanzen zu dürfen. Der kleine Nachtclub, in dem sie arbeitet, gehört Danny McGuire, bei dem es sich auch um den Choreografen der Revue und um Rustys Verehrer handelt. Obwohl er überzeugt ist, dass Rusty einmal ein großer Showstar werden wird, hält er nichts davon, als sie zusammen mit ihrer Revuekollegin Maurine Martin an einem Schönheitswettbewerb teilnimmt, um auf das Cover einer Zeitschrift zu gelangen und damit ihre Karriere voranzubringen. Danny ist der festen Überzeugung, dass es beim Tanzen vielmehr auf gute Beinarbeit als auf ein schönes Gesicht ankommt.
Um ihre eigenen Chancen auf das Titelblatt zu erhöhen, erzählt Maurine der hübscheren Rusty, dass für das Cover ein Mädchen mit frecher und lebhafter Ausstrahlung gesucht werde, weshalb sich Rusty bei ihrem Vorsprechen bemüht, sich besonders keck und redselig zu präsentieren. Zwar wird Rusty von der Redakteurin des Modeblatts, Cornelia „Stonewall“ Jackson, abgelehnt, doch erregt sie dennoch die Aufmerksamkeit des Verlegers John Coudair, als dieser sie in Dannys Nachtclub entdeckt. Er erkennt in ihr das Ebenbild seiner großen Liebe, Maribelle Hicks, die ihn einst für einen Pianisten verlassen hatte. Wie sich herausstellt, ist Rusty Maribelles Enkelin. Mit Coudairs Hilfe gewinnt Rusty den Wettbewerb für das Titelblatt schließlich doch und wird über Nacht berühmt. Reporter und Mitglieder der feinen Gesellschaft reißen sich um sie, insbesondere der Produzent Noel Wheaton, der ihr ein vielversprechendes Engagement für eine Broadway-Show anbietet.
Obwohl Danny befürchtet, Rusty für immer zu verlieren, möchte er ihrer Karriere nicht im Weg stehen, weshalb er sie aus ihrem Vertrag seines Nachtclubs entlässt. Nachdem Rusty zum gefeierten Broadway-Star aufgestiegen ist, steht Dannys Revue kurz vor dem Aus. Als Rusty davon erfährt, macht sie sich schreckliche Vorwürfe, da ihr Weggang Dannys Ruin bedeutet hat. Mit Alkohol versucht sie ihre trüben Gedanken zu vertreiben und willigt dabei ein, Noel Wheaton zu heiraten. Doch beim Gang zum Altar wird sie sich bewusst, dass sie Danny immer noch liebt und dass ihre erfolgreiche Karriere diese Liebe nicht zu ersetzen vermag. Und so lässt sie, wie einst ihre Großmutter, den Bräutigam am Altar stehen, um zu Danny zurückzukehren.

## Hintergrund

### Vorproduktion
Es tanzt die Göttin war das erste Filmmusical von Columbia Pictures, das in teurem Technicolor gedreht wurde. Mit den Filmen Reich wirst du nie (1941) und Du warst nie berückender (1942) hatte Rita Hayworth an der Seite von Fred Astaire ihre tänzerischen Fähigkeiten und ihre Zugkraft an der Kinokasse bereits unter Beweis gestellt, weshalb Columbia für Es tanzt die Göttin keine Kosten und Mühen scheute, um sie dem Publikum bestmöglich zu verkaufen. Hayworth war seinerzeit auf zahlreichen Titelblättern zu sehen, wodurch der Originaltitel Cover Girl naheliegend war und zum Synonym für die Schauspielerin wurde.
Marion Parsonnet, Paul Gangelin und Virginia Van Upp schrieben zusammen das Drehbuch basierend auf einer Geschichte von Erwin S. Gelsey. Für die Filmsongs konnte Columbia das erfolgreiche Songschreiberduo Jerome Kern und Ira Gershwin gewinnen, während Charles Vidor als Regisseur verpflichtet wurde, der 1940 mit Hayworth bereits The Lady in Question gedreht hatte und später mit Gilda (1946) ihren größten Triumph inszenierte. Studioboss Harry Cohn war anfangs gegen den Vorschlag von Produzent Arthur Schwartz, Gene Kelly in der männlichen Hauptrolle zu besetzen. Schwartz setzte sich jedoch durch und lieh Kelly von MGM aus – mit dem Versprechen, dass Kelly die Choreografien selbst gestalten dürfe, was ihm bei MGM bisher nicht zugestanden worden war.

### Dreharbeiten

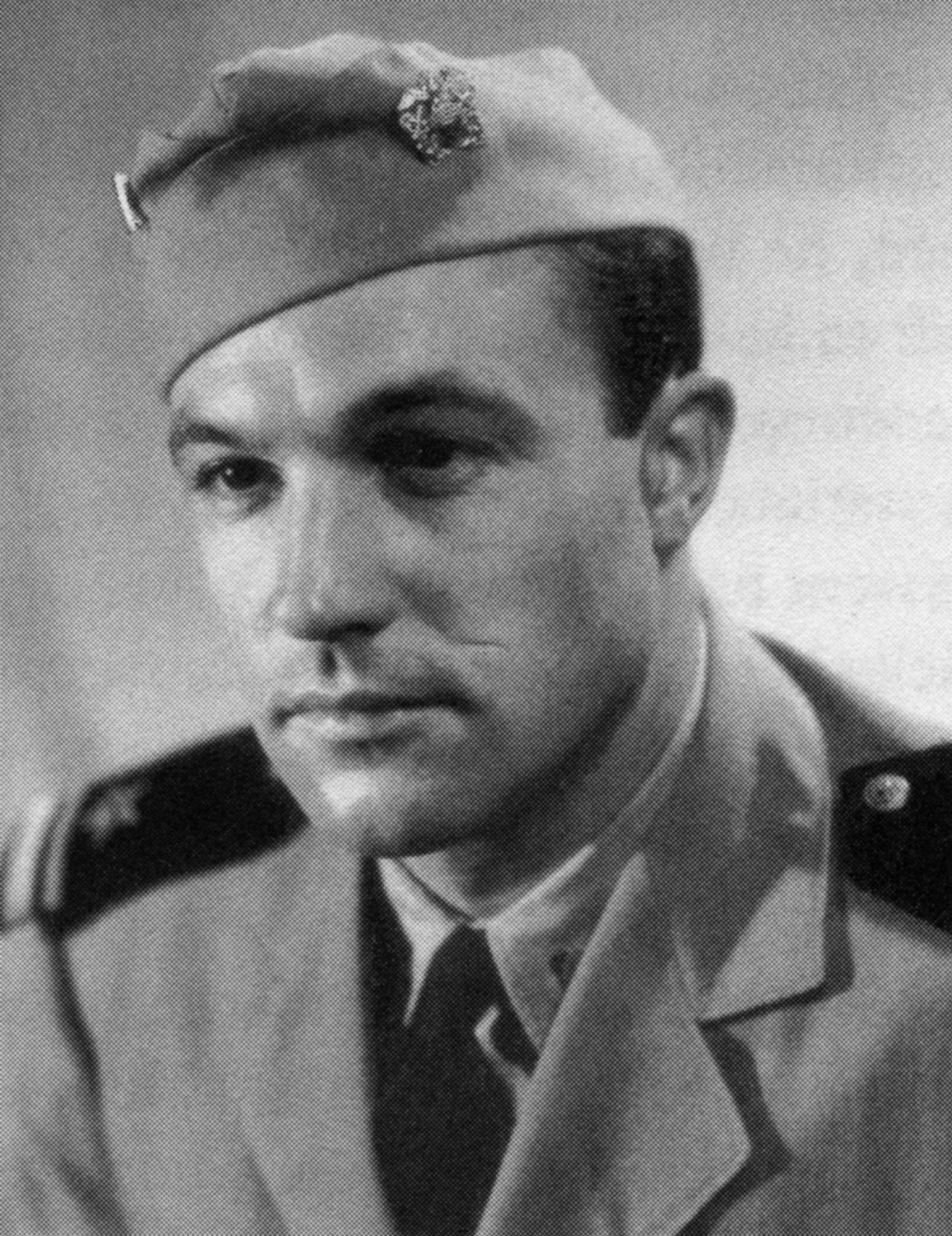
Gene Kelly um 1944

Bei der Gestaltung der Tanzeinlagen gab Columbia Gene Kelly viel Spielraum, weshalb er erstmals in seiner Filmkarriere maßgeblich an der Choreografie und Kameraarbeit seiner Tänze beteiligt war. So auch bei seiner Alter-Ego-Tanznummer, bei der er durch innovative Tricktechnik mit seinem Spiegelbild tanzt. Zudem ließ Kelly auf den Bühnen des Studios mehrere Wände entfernen, sodass er, Hayworth und Phil Silvers auf einer einzigen Bühne in einer ungeschnittenen Aufnahme eine lange Straße entlang tanzen konnten. Unterstützt wurde er von seinem Assistenten Stanley Donen, mit dem er bereits am Broadway zusammengearbeitet hatte und mit dem er später seine großen Erfolge wie Heut’ gehn wir bummeln (1949) und Singin’ in the Rain (1952) inszenierte.
Für Hayworth, die bei ihren Gesangseinlagen von Martha Mears synchronisiert wurde, waren die Dreharbeiten eine besonders glückliche Zeit in ihrem Leben – beruflich wie privat. Am Set verstand sie sich blendend mit ihren Kollegen: „Es gab keinerlei Probleme, als wir den Film drehten! Wirklich keine. Wir hatten eine tolle Zeit mit Gene und Phil. Ich wusste sofort, dass wir miteinander harmonieren würden – es war wirklich schön mit ihnen zu arbeiten. Es war eine wahrhaft fröhliche Zeit. Ich war mir nicht wirklich bewusst, dass wir irgendetwas besonderes machten, aber es war offensichtlich, dass es gut war, weil es sich gut anfühlte.“
Ein Teil ihrer Freude lag auch darin begründet, dass sie in einer Drehpause Regisseur Orson Welles geheiratet hatte, wovon ihre Kollegen jedoch erst aus der Zeitung erfuhren.

### Musik- und Tanznummern
- The Show Must Go On (Jerome Kern, Ira Gershwin): Bei der Eröffnungsszene des Films treten Rusty Parker (Rita Hayworth), Maureen Martin (Leslie Brooks) und sechs weitere Revuemädchen auf der Bühne in Dannys Nachtclub auf. Eine nach der anderen erscheint durch einen gelben Vorhang und singt jeweils eine Liedzeile. Daraufhin entledigen sie sich in einer Art Striptease-Einlage ihrer zweiteiligen weißen Umhänge, sodass sie nur noch in knappe goldglitzernde Outfits gekleidet sind, die sowohl ihre Taillen als auch ihre nackten Beine zeigen. Dabei stehen sie in einer Reihe nebeneinander und steppen zur schwungvollen Musik, bis sie wieder hinter dem gelben Vorhang verschwinden. Das Lied The Show Must Go On (dt.: „Die Show muss weitergehen“) richtet sich als Durchhalteparole gleich zu Beginn des Films an US-amerikanische Soldaten, was sich auch in der Darstellung der Revuemädchen als knapp bekleidete Pin-up-Girls widerspiegelt.
- Who’s Complaining? (Kern, Gershwin): Als komische Showeinlage von Genius (Phil Silvers) wird Who’s Complaining? (dt.: „Wer beklagt sich?“) in Dannys Nachtclub aufgeführt. Zunächst trägt Genius das Lied in einer Art Sprechgesang vor. Daraufhin öffnet er vier Türen, durch die eine Tänzerin als Dienstmädchen, Rusty als Taxifahrerin, eine weitere Tänzerin als Sekretärin und Maureen als seine Frau hervortreten. Genius flirtet mit allen vier Frauen, die in ihren kurzen Röcken zusammen mit ihm über die Bühne springen. Am Ende muss sich Genius für eine der Damen entscheiden. Er wählt Maureen, die ihm jedoch die Tür vor der Nase zuschlägt, als er sich eine Zigarette anzünden will.
- Sure Thing (Kern, Gershwin): Nachdem Coudair (Otto Kruger) Rusty bei Who’s Complaining? auf der Bühne gesehen hat und diese ihn an seine Jugendliebe Mirabelle (Hayworth) erinnert, folgt eine Rückblende, in der Mirabelle das nostalgische Lied Sure Thing (dt.: „Die sichere Sache“) vorträgt. Dabei ist sie in die typische Mode der Jahrhundertwende gekleidet und bewegt sich elegant über eine Bühne, auf der die feine Gesellschaft bei einem Pferderennen gezeigt wird.
- Make Way for Tomorrow (Kern, Gershwin, E. Y. Harburg): Als Danny, Rusty und Genius in ihrem Stammlokal wie immer Austern bestellen, um eine Perle zu finden, stimmen sie spontan das Lied Make Way for Tomorrow (dt.: „Mach den Weg frei für morgen“) an, verlassen dabei das Lokal und steppen vergnügt und sorglos auf den Straßen von Brooklyn. Dabei tun sie zunächst so, als wären sie eine kleine Militärkapelle und als würden sie Boot fahren. Nachdem sie leise der Ermahnung eines Polizisten entgangen sind, necken sie ein Pärchen, spielen Indianer, tanzen mit einem Milchmann und helfen einem Betrunkenen, der ihnen anschließend applaudiert. Wie bereits The Show Must Go On dient das Lied der Ermutigung nicht aufzugeben, in der Hoffnung, dass der nächste Tag viel schöner wird.
- Put Me to the Test (Kern, Gershwin): Erneut auf der Bühne in Dannys Nachtclub treten Rusty und sechs weitere Revuemädchen in Kleidern mit jeweils unterschiedlicher Farbe auf. Danny, der in grün gekleidet ist, gesellt sich zu ihnen und wählt Rusty in ihrem hellgrünen Kleid als sein Mädchen aus. Während Danny Put Me to the Test (dt.: „Stell mich auf die Probe“) singt und Rusty bittet ihm eine Aufgabe zu stellen, mit der er beweisen kann, dass er sie wirklich liebt, gibt sich Rusty kokett und verschwindet. Die anderen Mädchen gehen daraufhin über die Bühne. Danny läuft ihnen jeweils nach und beginnt mit ihnen zu steppen. Doch da keines der Mädchen bei ihm bleiben will, begnügt er sich notgedrungen mit einem Kleiderständer in Form eines kopf- und armlosen Frauenkörpers als neues Objekt seiner Anbetung. Rusty kommt schließlich zurück und steppt an der Seite von Danny in hohem Tempo mit vielen Sprüngen und Drehungen über die Bühne, bis am Ende die Lichter ausgehen, sie sich umarmen und küssen.
- Long Ago (and Far Away) (Kern, Gershwin): Nachdem Rusty aufgrund ihrer Erfolge als Fotomodel ihre Arbeit als Tänzerin vernachlässigt hat und Danny sich darüber verärgert zeigt, beteuert Rusty ihm eines Abends im Club ihre Liebe und stimmt dazu die Ballade Long Ago and Far Away (dt.: „Vor langer Zeit und weit entfernt“) an, zu der sie von Genius am Klavier begleitet wird. Zunächst geht Danny nicht darauf ein. Doch als Rusty im Begriff ist, traurig den Raum zu verlassen, beginnt auch Danny das Lied zu singen. Gemeinsam bewegen sie sich anschließend im Takt der Musik um die Tische und Stühle, woraufhin sie sich versöhnen.
- Poor John (Henry E. Pether, Fred W. Leigh): In einer weiteren Rückblende erinnert sich Coudair, wie Mirabelle in einem roten Kostüm mit Federhut das Lied Poor John (dt.: „Armer John“) vor ihm und anderen Zuschauern in Cockney-Englisch vorträgt und dabei beschreibt, wie sie seiner strengen Mutter begegnete. Mirabelle parodiert dazu seine Mutter, die sie als Schwiegertochter missbilligt. Daraufhin erscheinen vier Tänzer in blauem Anzug mit passendem Hut und steppen mit Mirabelle in zunehmendem Tempo. Am Ende tragen sie sie auf einer Bank sitzend von der Bühne.
- Alter-Ego Dance (Kern): Nachdem Rusty für einen Abend mit Noel Wheaton (Lee Bowman) Danny versetzt hat, läuft dieser durch die nächtlichen Straßen seines Viertels und fragt sich, warum Rusty nicht gekommen ist. Dabei erscheint plötzlich sein Spiegelbild in einer Schaufensterscheibe, das ihn zurechtweist. Wenn er Rusty tatsächlich liebt, solle er ihr den Erfolg als „Cover Girl“ gönnen und sie ziehen lassen, auch wenn daran ihre Beziehung zerbricht. Sein Alter Ego springt daraufhin zu ihm auf die Straße und zwingt Danny nach seinem Vorbild bzw. nach den Anweisungen seiner Gesten zu steppen. Danny versucht zu entkommen und schafft es, sein Alter Ego zurück in eine Fensterscheibe zu drängen. Um seine innere Stimme endgültig wieder loszuwerden, wirft Danny eine Mülltonne in ebendieses Schaufenster.
- Cover Girl (That Girl on the Cover) (Kern, Gershwin): In Noel Wheatons Broadway-Theater findet daraufhin die titelgebende Showeinlage statt, bei der auf einer großen Bühne mehrere Fotomodelle vor die Kamera treten und jeweils ein US-amerikanisches Magazin als „Cover Girl“ (dt.: „Mädchen auf dem Titelblatt“) repräsentieren. Rusty erscheint als letztes Model auf einer serpentinenartigen Rampe, auf der sie dann in einem goldenen Kleid nach unten läuft und von zahlreichen Tänzern umschwärmt und über die Bühne gehoben wird, bis sie zusammen im Gleichschritt die Rampe nach oben laufen, während ein Regen aus Glitzer auf sie herabfällt.
- Am Ende, als sich Rusty und Danny in ihrem Stammlokal erneut versöhnen, singen sie mit Genius ein weiteres Mal Make Way for Tomorrow und springen wie in alten Zeiten zu dritt auf den Straßen herum.

## Rezeption

### Veröffentlichung
Es tanzt die Göttin wurde am 30. März 1944 in New Yorks Radio City Music Hall uraufgeführt. Der Film erhielt weitgehend glühende Kritiken mit besonderem Lob an die Technicolor-Farben, Gene Kellys Alter-Ego-Nummer und Hayworths Liebreiz. Man verglich beide Hauptdarsteller gar mit Fred Astaire und Ginger Rogers und feierte sie als neues Traumpaar des Leinwandmusicals. An der Kinokasse bewährte sich Es tanzt die Göttin als einer der größten Hits des Jahres und machte trotz des finalen Budgets von 1,6 Millionen Dollar, das mit 600.000 Dollar über den geplanten Produktionskosten lag, einen beachtlichen Gewinn.
Sowohl Hayworth als auch Kelly stiegen in der Folge in die A-Liga der Hollywoodstars auf. Columbia erwarb daraufhin die Rechte an Kellys Broadway-Hit Pal Joey, in der Hoffnung, Kelly und Hayworth erneut gemeinsam vor die Kamera zu bringen. MGM weigerte sich jedoch, Kelly ein weiteres Mal an Columbia auszuleihen. Louis B. Mayers Studio hatte bis dahin Gene Kellys Talent weitgehend unterschätzt. Doch nun erkannte das Studio, was es an ihm hatte, und er bekam größere Rollen. In Deutschland war Es tanzt die Göttin erstmals am 21. Dezember 1950 in den Kinos zu sehen. Im Jahr 2003 erschien der Film auf DVD.

### Kritiken
Für das US-Magazin Time war Es tanzt die Göttin seinerzeit „das beste Leinwandmusical des Jahres und eines der besten seit Langem“. Dabei habe nicht einmal die Handlung – „das einzig Banale dabei“ – einen Strich durch die Rechnung gemacht. Rita Hayworths und Gene Kellys Tänze seien „die besten, seit sich Astaire und Rogers getrennt haben“. Hayworths Tanzen sei „besser als je zuvor“, sie sehe zudem „mehr denn je wie ein Modell Tizians“ aus und zeige Ansätze von echtem Schauspiel.
Bosley Crowther von der New York Times konstatierte, dass die Leinwand „mit einer umwerfenden Ausstattung“ in alle Farben des Regenbogens gehüllt werde. Zudem könne „diese farbenprächtige Verbeugung vor göttlicher Weiblichkeit“ mit schöner Musik aus der Feder von Jerome Kern punkten. Rita Hayworth lege einen Zauber an den Tag, „den sie bisher noch nie so geschickt eingesetzt hat“. Variety lobte die „gute und konsequente Regie von Charles Vidor“, die sich die technischen Erneuerungen im höchsten Maße zunutze gemacht habe. Die Tanzsequenzen, die Hayworths und Kellys tänzerische Fähigkeiten veranschaulichen, seien „meisterhaft inszeniert“. Auch sei die Musik von Jerome Kern und Ira Gershwin, die sieben Songs umfasse, „von hohem Kaliber“.
Der Filmkritiker Leonard Maltin meinte, dass der Film die „unglaublich klischeehafte Handlung“ dank „Ritas Liebreiz, der feinen Musik von Jerome Kern und Ira Gershwin und insbesondere Kellys Soloauftritten“ überwinde. Phil Silvers steuere „ein paar Lacher“ bei, doch sei es Eve Arden, die „allen die Show als Krugers scharfzüngige Assistentin [stiehlt]“. Laut Craig Butler vom All Movie Guide sei Rita Hayworth „definitiv und verdientermaßen der Star des Films“, doch habe es Kelly vermocht, „sich neben ihr zu behaupten“. Sie würden zudem „auf wundersame Weise“ harmonieren. Hayworth sehe in einer Reihe von „herrlichen“ Kostümen „hinreißend“ aus. Sie spiele ihre Rolle „sehr instinktiv“ und ihr Tanzen sei „fantastisch“. Der „jungenhaft aussehende“ Gene Kelly klinge „großartig“ und zeige „seine ersten choreografischen Glanzleistungen während der berühmten Alter-Ego-Sequenz“. Die Filmmusik sei „erstklassig“; dabei sei Long Ago and Far Away „zu Recht ein Highlight“. Phil Silvers und Eve Arden wiederum „liefern ihre Komikeinlagen zuverlässig und Charles Vidors Regie ist souverän“. „Temperamentvoller Revuefilm mit erstklassiger Musik und tänzerischen Glanzleistungen von Gene Kelly“, urteilte das Lexikon des internationalen Films.

### Auszeichnungen
Bei der Oscarverleihung 1945 war Es tanzt die Göttin für fünf Oscars nominiert. Carmen Dragon und Morris Stoloff konnten für ihre Arbeit in der Kategorie Beste Filmmusik in einem Musical den Preis gewinnen. In den Kategorien Beste Kamera (Rudolph Maté, Allen M. Davey), Bester Ton (John P. Livadary) und Bestes Szenenbild (Lionel Banks, Cary Odell, Fay Babcock) musste sich das Filmmusical Henry Kings Filmbiografie Wilson geschlagen geben. In der Kategorie Bester Song, in der Jerome Kern und Ira Gershwin für Long Ago and Far Away nominiert waren, gewann der Song Swinging on a Star aus dem Film Der Weg zum Glück mit Bing Crosby. Die Ballade Long Ago and Far Away, die sich zu einem Standardlied in den Vereinigten Staaten entwickelte, wurde 2004 vom American Film Institute auf Platz 92 in der Liste AFI’s 100 Years … 100 Songs der 100 besten US-amerikanischen Filmsongs gewählt.

### Bedeutung
In der Geschichte des Filmmusicals markiert Es tanzt die Göttin einen Wendepunkt, indem die Musik- und Tanzeinlagen nicht länger nur unterhaltsame Lückenfüller waren, sondern Teil der Handlung selbst. So etwa Gene Kellys Alter-Ego-Tanznummer, bei der er in einer Art psychologischem Wettkampf mit seinem Spiegelbild tanzt, das sein Gewissen darstellt. Durch diese Weiterentwicklung wurde das Genre zur höheren Kunst erhoben, zumal Kellys Tanzstil mehr vom Ballett als von der Revue geprägt war.
Der Film bildet zugleich das Bindeglied zwischen revueartigen Musikfilmen der 1930er Jahre und dem klassischen Hollywood-Musical der späten 1940er und 1950er Jahre. Demzufolge weist Es tanzt die Göttin Motive und Merkmale beider Stilformen auf. Wie in den Revuefilmen der vorangegangenen Dekade agieren in Es tanzt die Göttin Tänzer und Showgirls auf der Bühne. Doch wie in späteren Filmmusicals vermeide Es tanzt die Göttin allzu melodramatische Momente und sei stattdessen von einem durchweg starken Optimismus geprägt, der auch im Hinblick auf das damals aktuelle Geschehen während der letzten Jahre des Zweiten Weltkriegs betrachtet werden müsse – als eine Art Durchhalteparole, wie es bereits die erste Tanznummer am Anfang des Films beschreibt: The Show Must Go On.

## Deutsche Fassung
Die deutsche Synchronfassung entstand 1950 bei der Willy-Zeyn Film in München. Die Synchronregie führte Erich Kobler nach dem Dialogbuch von Kurt Hinz.
| Rolle                          | Darsteller    | Synchronsprecher    |
| ------------------------------ | ------------- | ------------------- |
| Rusty Parker / Maribelle Hicks | Rita Hayworth | Eleonore Noelle     |
| Danny McGuire                  | Gene Kelly    | Paul Klinger        |
| Noel Wheaton                   | Lee Bowman    | Curt Ackermann      |
| Genius                         | Phil Silvers  | Hans Nielsen        |
| Cornelia „Stonewall“ Jackson   | Eve Arden     | Ingeborg Grunewald  |
| John Coudair                   | Otto Kruger   | Albrecht Schoenhals |
| John Coudair als junger Mann   | Jess Barker   | Albrecht Schoenhals |
| Tony Pastor                    | Thurston Hall | Klaus W. Krause     |